# Omanuperla hollowayae
Omanuperla hollowayae är en bäcksländeart som beskrevs av Mclellan 1991. Omanuperla hollowayae ingår i släktet Omanuperla och familjen jättebäcksländor. Inga underarter finns listade i Catalogue of Life.